# Puchar Świata w skokach narciarskich w Bærum
Puchar Świata w skokach narciarskich w Bærum odbywał się dwukrotnie - w sezonie 1980/81 i 1982/83. Miano go też rozegrać w sezonie 1988/89, ale wówczas konkurs odwołano z powodu braku śniegu. 1. konkurs wygrał Horst Bulau, a 2. wygrana przypadła Arminowi Koglerowi. W zawodach jednemu Polakowi Piotrowi Fijasowi udało zająć się miejsce 9. Po odwołaniu 3. konkursu nie planowano już tu rozgrywać PŚ.

## Medaliści konkursów PŚ w Bærum
| Lp | Data          | Skocznia   | K    | Uwagi | 1 miejsce    | 2 miejsce    | 3 miejsce   |
| -- | ------------- | ---------- | ---- | ----- | ------------ | ------------ | ----------- |
| 1. | 17 marca 1981 | Skuibakken | K105 | -     | Horst Bulau  | Armin Kogler | Roger Ruud  |
| 2. | 11 marca 1983 | Skuibakken | K110 | -     | Armin Kogler | Olav Hansson | Horst Bulau |
| 3. | 2 marca 1989  | Skuibakken | K110 | -     | odwołany     | odwołany     | odwołany    |